# Alex Tachie-Mensah
Pour les articles homonymes, voir Mensah.
Alexander Tachie-Mensah, né le 15 février 1977 à Accra, est un footballeur ghanéen. Il joue au poste d'attaquant avec l'équipe du Ghana.

## Carrière
- 1999-2000 : Ebusua Dwarfs  Ghana (39 matchs, 35 buts)
- 2000-2002 : Neuchâtel Xamax  Suisse (55 matchs, 24 buts)
- 2002-2008 : FC Saint-Gall  Suisse (133 matchs, 48 buts)

### En équipe nationale
Il a eu sa première cape le 25 décembre 2001 puis n'a pas été sélectionné pendant quatre ans.
Tachie-Mensah participe à la coupe du monde 2006 avec l'équipe du Ghana.  
11 sélections et 1 but avec le  Ghana entre 2001 et 2007.